# The Cabin Movie
The Cabin Movie es una película de comedia dramática canadiense, dirigida por Dylan Akio Smith y estrenada en 2005. La película se centra en un grupo de amigos que intentan reavivar su mediocre vida sexual alquilando una cabaña en el bosque para tener una orgía y grabarla como una película porno amateur.

## Sinopsis
Ken (Ryan Robbins) y Maria (Arabella Bushnell), un matrimonio que lleva un año sin tener sexo, deciden invitar a otras dos parejas a una orgía para ponerle picante a su vida sexual. Sin embargo, Mark (Brad Dryborough) y Katherine (Erin Wells) llegan lidiando con el equipaje de la relación que complica su capacidad para participar, con Mark pasando gran parte del evento afuera en la cubierta, mientras que Jason (Ben Cotton) en realidad rompió con la novia. quien anteriormente formaba parte del círculo de amigos del grupo, y en su lugar llega con su nuevo interés amoroso, Ginny (Justine Warrington), una mujer bisexual que el resto del grupo nunca conoció.

## Distribución
La película se estrenó en el Festival Internacional de Cine de Toronto de 2005. En 2006, fue una de las primeras películas canadienses presentadas por Blockbuster Video en su Festival Collection.